# Alexandre VIII
Alexandre VIII (Venècia, 22 d'abril del 1610 - † Roma, 1 de febrer del 1691), papa número 241 de l'Església Catòlica entre 1689 i 1691.

## Orígens
El seu nom de naixença era Pietro Vito Ottoboni. Pertanyia a una il·lustre família veneciana d'origen dàlmata: va ser el més jove dels nou fills de Marco Ottoboni, Gran Canceller de la República de Venècia, i de la seva emmanilla Vittoria Tornielli.

## Estudis i activitats prèvies
Els seus estudis primerencs van ser realitzats amb brillantor en la Universitat de Pàdua, on en 1627 va completar un doctorat en drets civil i canònic. Va anar a Roma durant el pontificat d'Urbà VIII, el qual ho va nomenar referendari del Tribunal de la Signatura Apostòlica i després governador de les ciutats de Terni, Rieti i Spoleto. Es desconeixen les circumstàncies de la seva ordenació sacerdotal.

## Cardenalat i episcopat
A petició de la República de Venècia, en 1652 el papa Innocenci X ho va crear cardenal del títol de S. Salvatore in Lauro.
En 1654 va ser consagrat bisbe de Brescia. El 1660 va canviar el seu títol cardenalici pel de San Marco. Va dimitir de la seva seu episcopal de Brescia el 1664. Tres anys després el papa Climent IX el va nomenar datari de La seva Santedat. En 1677 va ser investit gran inquisidor de Roma i secretari del Sant Ofici pel papa Innocenci XI. Aquest mateix any va canviar el seu títol cardenalici pel de S. Maria in Trastevere. També com cardenal va optar successivament al títol de Santa Prassede (1680), i als bisbats suburbicaris de Sabina (1681), Frascati (1683) i Porto-Santa Rufina (1687). Aquest mateix any va ser triat vicedegà del Sacro Col·legi Cardenalicio.
Va participar en els conclaves de 1667, 1669-1670, 1676 i 1689, resultant triat papa en aquest últim.

## Elecció papal
A la mort d'Innocenci XI l'ambaixador del Rei Lluís XIV de França va pressionar al conclave perquè triés a Ottoboni, ja octogenari i a priori bastant dòcil davant els propòsits francesos. No obstant això va ser difícil arribar a una majoria, ja que vuit cardenals estaven absents. A més, en el curs de la reunió un altre cardenal va morir i dos més van haver d'abandonar-la per malaltia. Després de cinquanta dies de votacions i que funcionessin les pressions i les promeses de futur, va resultar triat per unanimitat: era el 16 d'octubre del 1689. Deu dies després va ser coronat papa en la Patriarcal Basílica Vaticana pel cardenal Francesco Maidalchini, protodiaca de S. Maria in Via Bategui.

## Papat
El seu pontificat va durar només un any i quatre mesos, però va resultar excepcionalment actiu.
A la mort del seu predecessor el tresor pontifici estava en condicions sanejades. Alexandre VIII va invertir la situació de bonança: va rebaixar els impostos i literalment va dilapidar les finances papals en dons a la seva família.
Contravenint les pràctiques del pontificat anterior, immediatament després que l'escollissin papa es va llançar a un nepotisme desenfrenat: a Roma es va registrar un autèntic desembarcament de Ottoboni venecians i d'afins a aquests, tots prests a rebre càrrecs i prebendes. Cenyint-se als seus familiars més propers, va nomenar un nebot seu, Antoni, general en cap dels exèrcits dels Estats de l'Església; a un altre nebot, Pietro, que només tenia dinou anys, el va nomenar cardenal diaca pro illa vice de S. Lorenzo in Damaso, governador de Fermo, Tívoli i Capranica, vicecanceller de l'Església Romana, secretari de memorials i vicari papal en el territori d'Avinyó; a un tercer nebot, Marco, que era geperut, coix i amb les facultats mentals una mica disminuïdes, el va nomenar superintendent de les fortaleses i les galeres papals i va comprar per a ell el ducat de Fiano mitjançant el pagament d'una autèntica fortuna. Es diu que Alexandre VIII, preveient que li quedava poca vida i que el seu successor no seria tan pròdig, instava als seus afavorits a acaparar ràpidament el màxim de prebendes amb la frase: Li 24 stanno per scoccare (Falta poc per a la mitjanit).
A finals del 1690 i mitjançant decret del Sant Ofici va condemnar 31 proposicions de les més de 200 presentades per un grup de teòlegs jesuïtes belgues, específicament els de la universitat de Lovaina, a propòsit de la gràcia, la penitència i de l'eucaristia, així com la teoria del "pecat filosòfic". També es va oposar al "rigorisme" excessiu de determinades corrents morals, contraposat a la "laxitud" que havia estat denunciat en pontificats anteriors.
A pesar del patrocini del monarca francès, va condemnar la declaració realitzada el 1682 pel clergat d'aquest país en relació amb les llibertats de l'església gal·licana. Mitjançant la butlla Inter multiciples del 1692 va declarar anul·lats quatre articles d'aquella declaració, així com el dret de regalia. No obstant això Lluís XIV, la situació política de la qual estava en un moment crític, va aconseguir guanys amb les disposicions pacífiques del nou papa, i va restituir a aquest el territori d'Avinyó i del Comtat Venasino, al mateix temps que renunciava al dret d'asil de l'ambaixada francesa. En compensació Alexandre VIII va nomenar al més fervent dels gal·licans, el bisbe de Beauvais i ambaixador de França davant la Santa Seu Toussaint de Forbin Janson, cardenal del títol de S. Agnese fuori li mura.
Va comprar els llibres i manuscrits de la reina Cristina de Suècia per a nodrir la Biblioteca Vaticana. Va ajudar a la seva Venècia natal amb generosos subsidis en la guerra en contra dels turcs. Va instituir a la Xina les diòcesis de Pequín i Nanjing. Canonitzà Sant Lorenzo Giustiniani, a Sant Joan de Déu, a sant Pasqual Bailón i a sant Joan de Sahagún. Va convocar tres consistoris, en els quals va crear un total de catorze cardenals.

## Mort
Va morir a Roma l'1 de febrer del 1691, i està sepultat en la Patriarcal Basílica Vaticana sota un mausoleu obra d'Arrigo di San Martino.
Les profecies de Sant Malaquies es refereixen a aquest papa com Pœnitentia gloriosa (La penitència gloriosa), citació que pel que sembla fa referència al seu nom de pila, Pere, i a l'apòstol Pere se'l considera el "gran penedit", encara que una segona lectura associa la citació amb el dia en què va ser triat està consagrat a San Bruno, considerat l'àngel de la penitència. Existeix altra tercera explicació a la citació, i és la qual fa referència que va forçar als bisbes francesos al penediment en la seva Declaració del Clergat de França